# Mauricio Rivas Nieto
Mauricio Rivas Nieto (Cali, 1 de junio de 1964) es un deportista colombiano que compitió en esgrima, especialista en la modalidad de espada. Ganó una medalla de bronce en el Campeonato Mundial de Esgrima de 1995 en la prueba individual.

## Palmarés internacional
| Campeonato Mundial | Campeonato Mundial     | Campeonato Mundial | Campeonato Mundial |
| Año                | Lugar                  | Medalla            | Prueba             |
| ------------------ | ---------------------- | ------------------ | ------------------ |
| 1995               | La Haya (Países Bajos) | Medalla de bronce  | Espada individual  |